# Береславский, Борис Борисович
Борис Борисович Береславский (5 ноября 1927, Днепропетровск, УССР, СССР — 22 апреля 2001) — советский и российский инженер, главный инженер проекта Новосибирского проектно-изыскательского института (НГПИИ «ВНИПИЭТ»).

## Биография
Родился 5 ноября 1927 года в Днепропетровске. Прадед - Береславский Вениамин Лейбов ( в 1893-1896 годах казначей Хоральной синагоги ). Эвакуировался 29 июня 1941 года с госпиталем матери. В эвакуации проживал с бабушкой Фани (Фейга) Шухатович в Омске. В 1944 году окончил экстерном 9-10 класс и поступил в МГУ на химический факультет. В 1949 году окончил МГУ (специальность — физическая химия) с отличием. С 1949 по 1956 год — инженер, мастер НЗХК. С 1956 года — инженер технологического отдела Сибирского филиала Московского проектного института; с 1957 по 1992 год занимал должность главного инженера проекта.

## Руководитель проектов
Проекты комплекса институтов Новосибирского научного центра (ИЯФ, ИТ, ИНХ, отдельных лабораторий и корпусов, НИОХ, ИК) и Восточно-Сибирского филиала СО АН СССР (ИЗК, Энергетического института).
Проекты комплексов строений для обезвреживания и захоронения радиоактивных отходов Чернобыльской, Курской, Игналинской атомных электростанций.

## Награды
Вклад Береславского в создание Новосибирского научного центра был отмечен медалью «За трудовую доблесть» (1967).